# Aleksandra Zelenina
Aleksandra Zelenina (n. 21 noiembrie 1986)  este o fostă atletă moldoveană, specializată în săritură în lungime și triplusalt.

## Carieră
Sportiva a fost de șase ori campioană națională. La Campionatul Mondial de Juniori din 2003 a ocupat locul 6 la triplusalt. În același an s-a clasat pe locul 11  în proba de săritură în lungime la Festivalul Olimpic al Tineretului European de la Paris. La Campionatul European de Juniori din 2005 a obținut locul 6.
Tot în anul 2005 ea s-a clasat pe locul 12 la Universiada de la Izmir. La Campionatul European din 2006 de la Göteborg a participat în probele de săritură în lungime și triplusalt dar nu a reușit să se califice în nicio finală. La Campionatul European de Tineret din 2007 a ocupat locul 8 la triplusalt.

## Realizări
| An   | Competiție                                 | Locație            | Loc | Eveniment  | Note    |
| ---- | ------------------------------------------ | ------------------ | --- | ---------- | ------- |
| 2003 | Campionatul Mondial de Juniori (sub 18)    | Sherbrooke, Canada | 32  | lungime    | 5,45 m  |
| 2003 | Campionatul Mondial de Juniori (sub 18)    | Sherbrooke, Canada | 6   | triplusalt | 12,79 m |
| 2003 | Festivalul Olimpic al Tineretului European | Paris, Franța      | 11  | lungime    | 5,94 m  |
| 2005 | Campionatul European de Juniori (sub 20)   | Kaunas, Lituania   | 18  | lungime    | 5,77 m  |
| 2005 | Campionatul European de Juniori (sub 20)   | Kaunas, Lituania   | 6   | triplusalt | 12,99 m |
| 2005 | Universiada                                | Izmir, Turcia      | 27  | lungime    | 5,79 m  |
| 2005 | Universiada                                | Izmir, Turcia      | 12  | triplusalt | 12,82 m |
| 2006 | Campionatul European                       | Göteborg, Suedia   | 28  | lungime    | 5,59 m  |
| 2006 | Campionatul European                       | Göteborg, Suedia   | 21  | triplusalt | 13,12 m |
| 2007 | Campionatul European de Tineret (sub 23)   | Debrețin, Ungaria  | 8   | triplusalt | 13,46 m |

## Recorduri personale
| Probă               | Performanță | Dată             | Locație  |
| ------------------- | ----------- | ---------------- | -------- |
| Săritură în lungime | 6,51 m RN20 | 5 iunie 2005     | Chișinău |
| Triplusalt          | 13,91 m     | 22 iulie 2006    | Minsk    |
| Triplusalt în sală  | 13,35 m     | 1 februarie 2007 | Chișinău |

## Legături externe
- en Aleksandra Zelenina la World Athletics